# Ron Boden
Ronald James Boden (16 de octubre de 1936 - 24 de agosto de 2015) fue un jugador de rugby league australiano que jugó en las décadas de 1950 y 1960. Jugó para Parramatta como centro y también representó a Australia, Nueva Gales del Sur y Queensland.

## Vida tempran
Nacido el 16 de octubre de 1936 en Coonamble, Nueva Gales del Sur, Boden creció allí antes de mudarse a Toowoomba en Queensland y jugar en la competición local después de ser descubierto por el exjugador de North Sydney y entrenador Duncan Thompson.

## Carrera deportiva
Boden fue seleccionado para jugar con Queensland en 1958 y 1959 mientras vivía allí para competir contra Nueva Gales del Sur en la serie interestatal.

### Parramatta
En 1960, Boden se trasladó a Sídney y se unió a Parramatta. En la primera temporada de Boden en el club, Parramatta terminó último en la tabla y se llevó la cuchara de madera. A pesar de la posición del club en la tabla, Boden fue seleccionado para jugar con Australia en 1960 y con Nueva Gales del Sur. En 1961, Boden se convirtió en capitán-entrenador del equipo de Parramatta, pero una vez más terminaron últimos en la tabla. Boden pasó dos temporadas más en Parramatta antes de retirarse al final de 1963. En su retiro, Boden continuó involucrado con el club durante muchos años.

## Vida personal
Estaba casado con Marie y la pareja tuvo cuatro hijas y un hijo. Falleció cerca de Wyong el 24 de agosto de 2015, 53 días antes de su 79º cumpleaños.